# Soussé-Sanrgo
Pour les articles homonymes, voir Sanrgo (homonymie).
Soussé-Sanrgo est une localité située dans le département de Pibaoré de la province du Sanmatenga dans la région Centre-Nord au Burkina Faso.

## Économie
L'activité principale de Soussé-Sanrgo est l'agro-pastoralisme.

## Éducation et santé
Le centre de soins le plus proche de Soussé-Sanrgo est le centre de santé et de promotion sociale (CSPS) de Pibaoré tandis que le centre hospitalier régional (CHR) se trouve à Kaya.
Le village possède un centre permanent d'alphabétisation et de formation (CPAF).